# Калинин (Целинский район)
Кали́нин — хутор в Целинском районе Ростовской области.
Входит в состав Ольшанского сельского поселения.

## Население
| 2010 |
| ---- |
| 154  |

## Улицы
На хуторе имеются две улицы — Дорожная и Северная.